# Ivergny
Ivergny település Franciaországban, Pas-de-Calais megyében. Lakosainak száma 240 fő (2022. január 1.). Ivergny Estrée-Wamin, Beaudricourt, Rebreuve-sur-Canche, Rebreuviette, Le Souich, Sus-Saint-Léger, Brévillers és Lucheux községekkel határos.

## Népesség
A település népességének változása:
| Lakosok száma | 266  | 261  | 259  | 254  | 248  | 243  | 239  | 240  |
|               | 2013 | 2015 | 2017 | 2018 | 2019 | 2020 | 2021 | 2022 |